# Remington Outdoor Company
Remington Outdoor Company (до 2015 года — Freedom Group) — американский оружейный холдинг владеющий такими крупными компаниями и торговыми марками, как Bushmaster, DPMS и Remington Arms. Находится в собственности инвестиционной компании Cerberus Capital Management. Однако после инцидента в начальной школе «Сэнди-Хук» компания Cerberus Capital Management в декабре 2013 года объявила о приостановлении инвестиций в холдинг «Freedom Group».

## Компании, принадлежащие холдингу
- Advanced Armament Corporation
- Barnes Bullets
- Bushmaster Firearms International
- Dakota Arms
- DPMS Panther Arms
- H & R Firearms
- Marlin Firearms
- Mountain Khakis
- Para USA[2]
- Parker Gunmakers
- Remington Arms
- Remington Military
- Remington LE
- Remington PMPD
- TAPCO